# Colori mimetici
Colori mimetici (Barwy ochronne) è un film del 1977 diretto da Krzysztof Zanussi.